# Julian Dunajewski
Julian Antoni Dunajewski, též Julian von Dunajewski (4. července 1822 Nowy Sącz – 27. prosince 1907 Nowy Sącz nebo Krakov), byl rakousko-uherský, respektive předlitavský ekonom a politik polského původu z Haliče, v letech 1880–1891 ministr financí Předlitavska.

## Biografie
Vystudoval právo na Vídeňské univerzitě, Lvovské univerzitě a Univerzitě v Krakově. Na posledně jmenovanou nastoupil roku 1852 jako pedagog v oboru politické vědy a statistiky. V roce 1855 se stal učitelem na právní akademii v Prešpurku. Od roku 1860 vyučoval národohospodářství na Lvovské univerzitě, od roku 1861 státovědu na Univerzitě v Krakově.
Od roku 1870 zasedal jako poslanec na Haličském zemském sněmu, v letech 1873–1891 byl poslancem Říšské rady, kde působil i jako předseda Polského klubu. Zvolen sem byl v prvních přímých volbách do Říšské rady roku 1873 (městská kurii v Haliči, obvod Biała, Nowy Sącz, Wieliczka atd.). Slib složil 5. listopadu 1873. Mandát zde obhájil i ve volbách do Říšské rady roku 1879 a volbách do Říšské rady roku 1885 (opět za městskou kurii, obvod Biala, Nowy Sącz atd.).
26. června 1880 se stal ministrem financí Předlitavska ve vládě Eduarda Taaffeho. Ministerstvo vedl do 2. února 1891.
Ve funkci ministra setrval přes deset let a byl tak nejdéle sloužícím šéfem rezortu financí v době předlitavských vlád. Jeho nástup do Taaffeho kabinetu byl součástí širší rekonstrukce vlády, při které z ní odešli poslední zástupci německorakouských liberálů a jejich místa zaujali vesměs konzervativní politici. Byl stoupencem federalistické koncepce rakouského státu a tedy protivníkem centralistických německorakouských liberálů. Jako ministr usiloval o vyrovnaný rozpočet (poprvé se mu podařilo sestavit přebytkový rozpočet v roce 1889), zaváděl nové nepřímé daně (novou daň z petroleje dokázal v parlamentu prosadit i přes značný odpor liberálů, podobně uspěl při výrazném zvýšení daně na lihoviny nebo cukerné daně) a provedl reformu pozemkové daně. Z daňových důvodů odmítal rozšíření administrativních hranic Vídně. Pro vliv, kterým ve vládě disponoval se kabinetu někdy přezdívalo Ministerium Taaffe-Dunajewski. Čelil značné kritice za opožděné řešení otázky zdanění nejbohatších vrstev, zejména burzovních spekulantů, na čemž svou kritiku založila zejména nastupující skupina německých antisemitských nacionálů. Dunajewski rovněž nepřikročil k zavedení progresivní daně z příjmu. Jeho rozpočtová sanace tak byla z větší části provedena na úkor chudších vrstev.
Svou misi ve vládě obhajoval roku 1885 před německorakouskými liberály následovně: „Dokázali jsme, že v Rakousku není žádná strana sama o sobě, která by dokázala vést stát odpovídajícím směrem, že v Rakousku není možné panství žádné strany ani národa. Ukázali jsme koneckonců, že žádný národ nebo strana nemá monopol na panství, dokázali jsme, že lze vládnout a spravovat potřeby státu sice ne proti vám, o to nám nešlo, ale – a o tom jste vy vždy pochybovali – bez vás.“ Historik Otto Urban se domnívá, že Dunajewského demise počátkem roku 1891 zároveň signalizovala erozi původní pozice Taaffeho vlády a nutnost, aby si zformovala v parlamentu novou většinu.
V Říšské radě se profiloval jako významný řečník polských poslanců. Důvodem bylo i to, že Kazimierz Grocholski dlouholetý předseda Polského klubu nebyl dobrým rétorem a Dunajewski navíc uměl bezvadně německy. V roce 1891 odešel z Říšské rady a stal se členem Panské sněmovny.